# Angergymnasium (Jena)

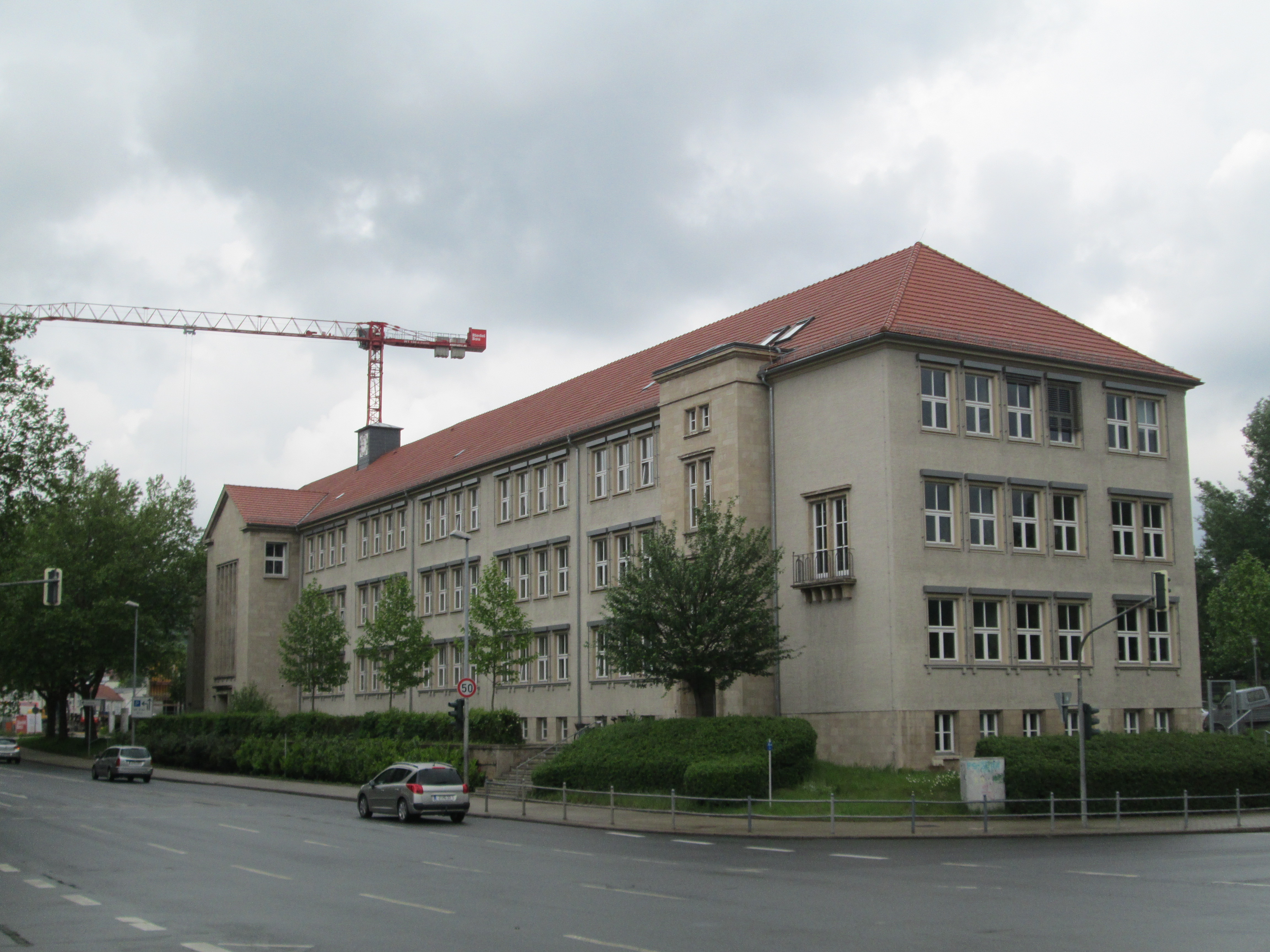
Ehemaliges Schulgebäude am namensgebenden Anger

Das Angergymnasium ist das größte Gymnasium in der thüringischen Universitätsstadt Jena. Es wurde 1953 eingeweiht und befindet sich im Ortsteil Jena-Ost.

## Geschichte
Die Oberschule am Anger war zu DDR-Zeiten die größte weiterführende Schule (Erweiterte Oberschule) Jenas. Die Schule wurde mit einem ersten Bauabschnitt im Oktober 1953 eingeweiht, weitere Bauabschnitte wurden 1954 (Fachräume für Physik, Chemie und Zeichnen) und 1956 (Turnhalle, Aula) vollendet. Bauarbeiten an der Schule wurden zum Teil im Rahmen des Nationalen Aufbauwerks erbracht. 1958 wurden einige Oberstufenklassen aus der in eine Polytechnische Oberschule umgewandelten Adolf-Reichwein-Oberschule übernommen.

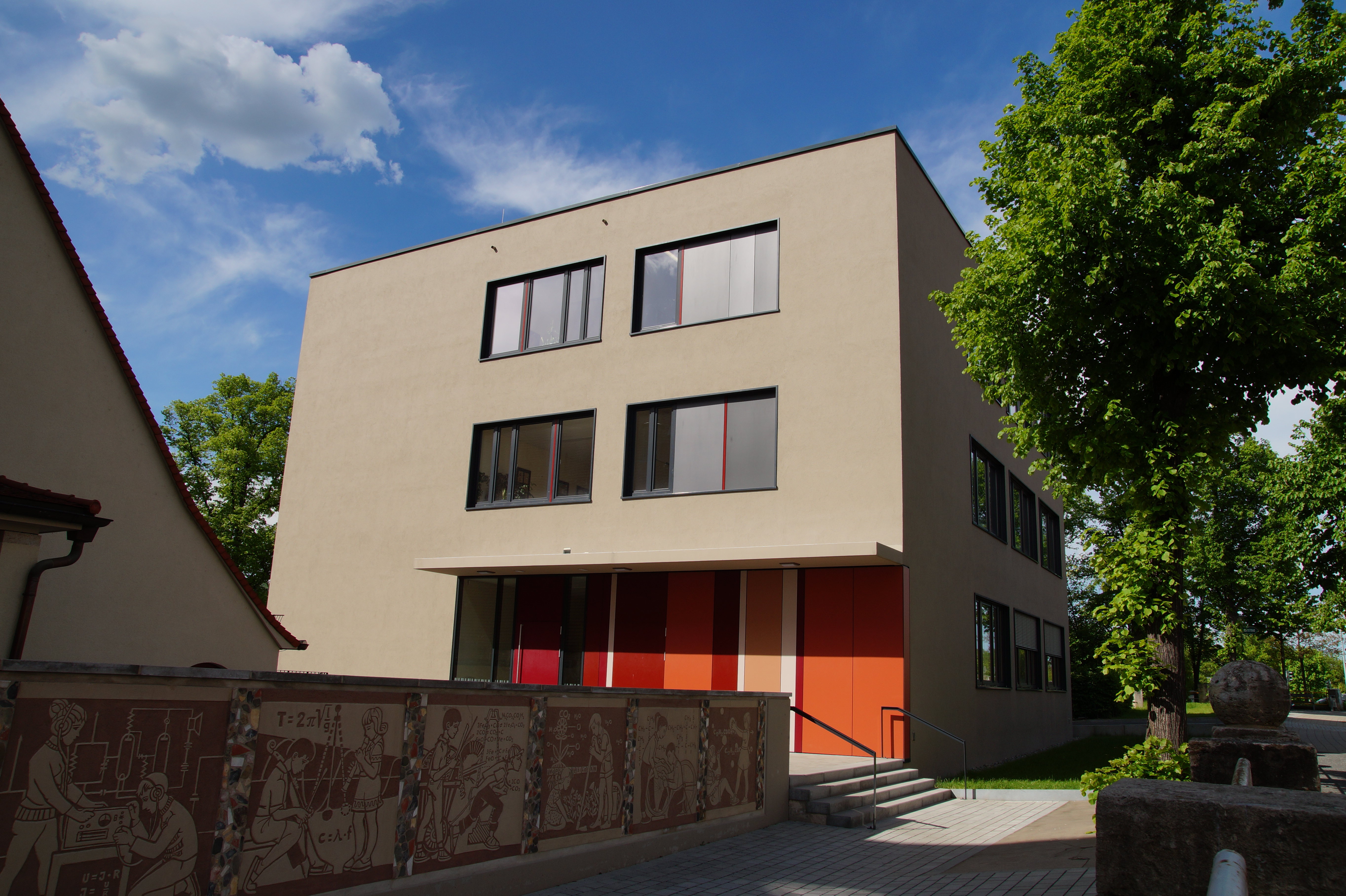
2011 fertiggestellter Anbau

Die Schule hatte einen mathematisch-naturwissenschaftlichen und einen neusprachlichen (Russisch, Englisch / Französisch, Latein) Zug für die Klassenstufen neun bis zwölf. Erster Schulleiter bis 1957 war Franz Dördrechter (Unterrichtsfächer Deutsch, Französisch und Latein). Ihm folgte Direktor Franz Clausner (Unterrichtsfächer Sport und Deutsch), in dessen Amtszeit die Schule am 18. Mai 1961 in Johannes-R.-Becher-Oberschule umbenannt wurde; während seiner Amtszeit wurde auch das Abitur mit Berufsausbildung eingeführt.
Unterricht wurde von Montag bis Sonnabend erteilt; auch Unterrichtsstunden am Nachmittag waren üblich. Die Schule hatte ein ausgezeichnetes Schulorchester und einen Schulchor (Chor- und Orchesterleiter: Gerhard Häselbarth). Ab 1958 gab es einen zeugnisrelevanten „Unterrichtstag in der Produktion“ (14-täglich), der unter anderem in den Jenaer Großbetrieben Zeiss und Schott durchgeführt wurde. „Produktive Arbeitsleistungen“ der Schüler sind darüber hinaus anzuführen für Tätigkeiten innerhalb des Nationalen Aufbauwerks (z. B. gärtnerische Hilfsarbeiten in der Jenaer Oberaue), für FDJ-Verpflichtungen (z. B. Entschlämmen von Teichen im thüringischen Plothen) oder für Ernteeinsätze auf LPGs und Gütern im Jenaer Umland. Das geistige Klima im Jena der Jahre um den Mauerbau 1961 ist eingefangen u. a. im Roman Ausharren im Paradies von Renate Feyl. Nicht wenige Schüler und Schülerinnen der frühen „Anger-Jahrgänge“ – und auch einige Lehrer – haben über die bis 13. August 1961 offenen Sektorengrenzen in Berlin bzw. anlässlich von damals möglichen Besuchsreisen nach Westdeutschland das Land verlassen. Der Exodus insbesondere von (ehemaligen) Schülern – die amtliche Statistik verzeichnete diese als sogenannte „Sperrbrecher“ – sollte sich in den 1960er Jahren fortsetzen. Vom Abiturjahrgang 1961 der Klasse 12 A1 (18 Schülerinnen und Schüler) wechselten bis zum Mauerfall 1989 40 % der Mitschüler in den Westen.
Seit 1991 wird die Schule als Angergymnasium im neu strukturierten Thüringer Bildungssystem fortgeführt. Im Sommer 2006 zog die Schule vom Gebäude am namensgebenden Anger in die Gebäude der Ostschule um.
Im Jahr 2011 wurde ein Erweiterungsbau nach dem Entwurf von Sabine Walther fertiggestellt. Der neue Anbau ist unterirdisch mit dem denkmalgeschützten Ensemble verbunden.

## Lehrer und Lehrerinnen
- Heidi Vater (* 1966), Lehrerin für Sport und Geschichte

## Ehemalige Schüler und Schülerinnen
- Barbara Göbel (* 1943), Schwimmerin
- Joachim Wienstroer (* 1943–2019), Ruderer
- Renate Feyl (* 1944), Schriftstellerin
- Martin Seifert (1951–2025), Schauspieler
- Roland Jahn (* 1953), Journalist, Bundesbeauftragter für die Stasi-Unterlagen
- Siegfried Reiprich (* 1955), Bürgerrechtler, Schriftsteller
- Luisa Liebtrau (* 1991), Schauspielerin
- Eugen Rochko (* 1992 oder 1993), Software-Entwickler